# Hippopsis prona
Hippopsis prona es una especie de escarabajo longicornio del género Hippopsis, tribu Agapanthiini, subfamilia Lamiinae. Fue descrita científicamente por Bates en 1866.

## Descripción
Mide 8,5-13,6 milímetros de longitud.

## Distribución
Se distribuye por Argentina, Bolivia, Brasil, Ecuador, Paraguay y Perú.